# Teruto Ishihara
Teruto Ishihara (Osaka, 23 de julho de 1991) é um lutador japonês de artes marciais mistas (MMA), que atualmente compete na categoria peso-pena do Ultimate Fighting Championship.

## Carreira no MMA

### Início no MMA
Ishihara começou sua carreira profissional no MMA em 2011, estreando no Shooto. Nos 4 anos e meio seguintes, ele conseguiu um cartel de 7 vitórias, 2 derrotas e 1 empate.

### Road to UFC: Japan
Em junho de 2015, Ishihara foi anunciado como um dos oito pesos-pena a competir no Road to UFC: Japan, um programa no estilo The Ultimate Fighter. Ishihara enfrentou Tatsuya Ando nas quartas de final e venceu por decisão majoritária. Ele então enfrentou Akiyo Nishiura nas semifinais e novamente ganhou por meio de decisão.
Ishihara por fim encarou Mizuto Hirota na final, no UFC Fight Night 75 no dia 27 de setembro de 2015.  A luta terminou em split draw, sem vencedor decidido.  Após a luta, o UFC anunciou que ambos Hirota e Ishihara seriam contratados.

### Ultimate Fighting Championship
Em sua segunda luta pela organização, Ishihara enfrentou Julian Erosa em 5 de março de 2016 no UFC 196.  Ishihara venceu a luta por nocaute no início do segundo round.
Em seguida, Ishihara lutou contra Horacio Gutiérrez no dia 6 de agosto de 2016 no UFC Fight Night 92. Ele venceu a luta no primeiro round com um nocaute e subsequentemente recebeu o bônus de Performance da Noite.

## Campeonatos e realizações
- Ultimate Fighting Championship
  - Co-campeão do Road to UFC: Japan Featherweight (Empate com Mizuto Hirota) 
  - Performance da noite (Uma vez)

## Cartel no MMA
| Cartel no MMA   |             |            |
| 19 lutas        | 10 vitórias | 7 derrotas |
| Por nocaute     | 8           | 1          |
| Por finalização | 0           | 2          |
| Por decisão     | 2           | 4          |
| Empates         | 2           | 2          |

| Res.    | Cartel | Oponente              | Método                                      | Evento                                    | Data       | Round | Tempo | Local                | Notas                                              |
| ------- | ------ | --------------------- | ------------------------------------------- | ----------------------------------------- | ---------- | ----- | ----- | -------------------- | -------------------------------------------------- |
| Derrota | 10-7-2 | Kyung Ho Kang         | Finalização Técnica (mata leão)             | UFC 234: Adesanya vs. Silva               | 09/02/2019 | 1     | 3:59  | Melbourne            |                                                    |
| Derrota | 10-6-2 | Petr Yan              | Nocaute (socos)                             | UFC Fight Night: Cowboy vs. Edwards       | 23/06/2018 | 1     | 3:28  | Kallang              |                                                    |
| Derrota | 10-5-2 | José Alberto Quiñónez | Decisão (unânime)                           | UFC 221: Romero vs. Rockhold              | 10/02/2018 | 3     | 5:00  | Perth                |                                                    |
| Vitória | 10-4-2 | Rolando Dy            | Decisão (unânime)                           | UFC Fight Night: Saint Preux vs. Okami    | 23/09/2017 | 3     | 5:00  | Saitama              | Retornou aos Galos.                                |
| Derrota | 9-4-2  | Gray Maynard          | Decisão (unânime)                           | The Ultimate Fighter: Redemption Finale   | 07/07/2017 | 3     | 5:00  | Las Vegas, Nevada    |                                                    |
| Derrota | 9-3-2  | Artem Lobov           | Decisão (unânime)                           | UFC Fight Night: Mousasi vs. Hall II      | 19/11/2016 | 3     | 5:00  | Belfast              |                                                    |
| Vitória | 9-2-2  | Horacio Gutiérrez     | Nocaute (socos)                             | UFC Fight Night: Rodríguez vs. Caceres    | 06/08/2016 | 1     | 2:32  | Salt Lake City, Utah | Performance da Noite.                              |
| Vitória | 8-2-2  | Julian Erosa          | Nocaute (socos)                             | UFC 196: McGregor vs. Diaz                | 05/03/2016 | 2     | 0:34  | Las Vegas, Nevada    |                                                    |
| Empate  | 7-2-2  | Mizuto Hirota         | Empate (dividido)                           | UFC Fight Night: Barnett vs. Nelson       | 27/09/2015 | 3     | 5:00  | Saitama              | Final do Road to UFC: Japan; Retorno ao Peso-pena. |
| Vitória | 7-2-1  | Jung Hwan Jo          | Nocaute Técnico (socos)                     | Vale Tudo Japan: VTJ 5th in Osaka         | 28/06/2014 | 2     | 3:24  | Osaka                |                                                    |
| Derrota | 6-2-1  | Ulka Sasaki           | Finalização (mata leão)                     | Vale Tudo Japan: VTJ 4th                  | 23/02/2014 | 2     | 1:46  | Tóquio               | Retorno ao Peso-galo.                              |
| Vitória | 6-1-1  | Koji Mori             | Nocaute Técnico (soco)                      | Vale Tudo Japan: VTJ 2nd                  | 22/06/2013 | 1     | 2:12  | Tóquio               | Estreia nos Penas.                                 |
| Empate  | 5-1-1  | Kazuhiro Ito          | Empate Técnico (lutadores caíram do ringue) | Shooto: Border: Season 4: Second          | 23/09/2012 | 1     | 4:48  | Osaka                |                                                    |
| Vitória | 5-1    | Yasuaki Nagamoto      | Nocaute (socos)                             | Shooto: Gig West 14                       | 08/07/2012 | 1     | 0:19  | Osaka                |                                                    |
| Vitória | 4-1    | Jong Hoon Choi        | Nocaute (socos)                             | Shooto: Border: Season 4: First           | 01/04/2012 | 1     | 1:03  | Osaka                |                                                    |
| Derrota | 3-1    | Michinori Tanaka      | Decisão (unânime)                           | Shooto: The Rookie Tournament 2011 Final  | 18/12/2011 | 2     | 5:00  | Tóquio               |                                                    |
| Vitória | 3-0    | Kenji Yamamoto        | Nocaute (soco)                              | Shooto: Border: Season 3: Roaring Thunder | 04/09/2011 | 1     | 0:16  | Osaka                |                                                    |
| Vitória | 2-0    | Naritoshi Kakuta      | Nocaute (soco)                              | Shooto: Gig West 13                       | 05/06/2011 | 1     | 4:56  | Osaka                |                                                    |
| Vitória | 1-0    | Takuya Kodama         | Decisão (unânime)                           | Shooto: Border: Season 3: Spring Thunder  | 03/04/2011 | 2     | 5:00  | Osaka                |                                                    |